# Unione Sportiva Lucchese Libertas 1978-1979
Questa pagina raccoglie le informazioni riguardanti l'Unione Sportiva Lucchese Libertas nelle competizioni ufficiali della stagione 1978-1979.

## Rosa
| N. |                   | Ruolo | Calciatore           |
| -- | ----------------- | ----- | -------------------- |
|    | Italia (bandiera) | A     | Dario Belloli        |
|    | Italia (bandiera) | C     | Paolo Benedetti      |
|    | Italia (bandiera) | P     | Luigi Bertolini      |
|    | Italia (bandiera) | C     | Francesco Bertolucci |
|    | Italia (bandiera) | A     | Antonio Bonaldi      |
|    | Italia (bandiera) | C     | Renzo Castagnini     |
|    | Italia (bandiera) | C     | Bruno Ciardelli      |
|    | Italia (bandiera) | D     | Andrea Cisco         |
|    | Italia (bandiera) | D     | Francesco D'Arrigo   |
|    | Italia (bandiera) | A     | Francesco D'Urso     |

| N. |                   | Ruolo | Calciatore        |
| -- | ----------------- | ----- | ----------------- |
|    | Italia (bandiera) | A     | Roberto Fazzi     |
|    | Italia (bandiera) | D     | Franco Frattali   |
|    | Italia (bandiera) | C     | Pietro Ghetti     |
|    | Italia (bandiera) | D     | Maurizio Londi    |
|    | Italia (bandiera) | D     | Massimo Morgia    |
|    | Italia (bandiera) | D     | Lucio Nobile      |
|    | Italia (bandiera) | A     | Giuseppe Novelli  |
|    | Italia (bandiera) | P     | Massimo Pierotti  |
|    | Italia (bandiera) | D     | Gianfranco Platto |
|    | Italia (bandiera) | A     | Luciano Savian    |

## Risultati

### Campionato

#### Girone di andata
| 1º ottobre 1978 1ª giornata | Lucchese | 0 – 0 | Campobasso |  |

| 8 ottobre 1978 2ª giornata | Latina | 1 – 0 | Lucchese |  |

| 15 ottobre 1978 3ª giornata | Paganese | 1 – 1 | Lucchese |  |

| 22 ottobre 1978 4ª giornata | Lucchese | 1 – 1 | Livorno |  |

| 29 ottobre 1978 5ª giornata | Teramo | 2 – 1 | Lucchese |  |

| 5 novembre 1978 6ª giornata | Lucchese | 0 – 0 | Catania |  |

| 12 novembre 1978 7ª giornata | Pisa | 3 – 2 | Lucchese |  |

| 19 novembre 1978 8ª giornata | Lucchese | 2 – 0 | Reggina |  |

| 26 novembre 1978 9ª giornata | Empoli | 1 – 1 | Lucchese |  |

| 3 dicembre 1978 10ª giornata | Lucchese | 0 – 0 | Arezzo |  |

| 10 dicembre 1978 11ª giornata | Barletta | 1 – 1 | Lucchese |  |

| 17 dicembre 1978 12ª giornata | Lucchese | 0 – 1 | Chieti |  |

| 30 dicembre 1978 13ª giornata | Benevento | 0 – 0 | Lucchese |  |

| 7 gennaio 1979 14ª giornata | Lucchese | 2 – 2 | Pro Cavese |  |

| 14 gennaio 1979 15ª giornata | Turris | 2 – 1 | Lucchese |  |

| 21 gennaio 1979 16ª giornata | Lucchese | 1 – 0 | Salernitana |  |

| 28 gennaio 1979 17ª giornata | Matera | 1 – 1 | Lucchese |  |

#### Girone di ritorno
| 4 febbraio 1979 18ª giornata | Campobasso | 1 – 0 | Lucchese |  |

| 11 febbraio 1979 19ª giornata | Lucchese | 0 – 0 | Latina |  |

| 18 febbraio 1979 20ª giornata | Lucchese | 1 – 0 | Paganese |  |

| 25 febbraio 1979 21ª giornata | Livorno | 0 – 0 | Lucchese |  |

| 4 marzo 1979 22ª giornata | Lucchese | 2 – 0 | Teramo |  |

| 11 marzo 1979 23ª giornata | Catania | 4 – 1 | Lucchese |  |

| 25 marzo 1979 24ª giornata | Lucchese | 0 – 1 | Pisa |  |

| 1º aprile 1979 25ª giornata | Reggina | 4 – 1 | Lucchese |  |

| 8 aprile 1979 26ª giornata | Lucchese | 0 – 1 | Empoli |  |

| 22 aprile 1979 27ª giornata | Arezzo | 0 – 1 | Lucchese |  |

| 29 aprile 1979 28ª giornata | Lucchese | 2 – 1 | Barletta |  |

| 6 maggio 1979 29ª giornata | Chieti | 1 – 1 | Lucchese |  |

| 13 maggio 1979 30ª giornata | Lucchese | 2 – 3 | Benevento |  |

| 20 maggio 1979 31ª giornata | Pro Cavese | 2 – 0 | Lucchese |  |

| 27 maggio 1979 32ª giornata | Lucchese | 3 – 2 | Turris |  |

| 3 giugno 1979 33ª giornata | Salernitana | 2 – 1 | Lucchese |  |

| 9 giugno 1979 34ª giornata | Lucchese | 0 – 4 | Matera |  |